# 河北梆子
河北梆子（かほくほうし）とは、中国河北省北部の伝統的な戯曲（歌劇の一種のこと）である。また、河北梆子は北京と天津の近くの都市で見ることができる。